# Премиера (ТВ филм)
Премиера је југословенски телевизијски филм из 1983. године. Режирао га је Ацо Алексов а сценарио је написао Аљоша Смиљановски.

## Улоге
| Глумац                    | Улога               |
| ------------------------- | ------------------- |
| Ненад Стојановски         | Војдан Цернодрински |
| Петар Темелковски         |                     |
| Киро Ћортошев             |                     |
| Аце Ђорчев                |                     |
| Благоја Чоревски          |                     |
| Душан Костовски           |                     |
| Илија Милчин              |                     |
| Кирил Ристоски            |                     |
| Снежана Конеска           |                     |
| Кирил Андоновски          |                     |
| Силвија Стојановска       |                     |
| Вера Вучкова              |                     |
| Салаетин Билал            |                     |
| Благоја Спиркоски Џумерко |                     |

Остале улоге ▼
| Глумац              | Улога  |
| ------------------- | ------ |
| Блаже Алексоски     |        |
| Викторија Анђусева  |        |
| Љубица Гојковић     |        |
| Цветанка Јакимовска |        |
| Мустафа Јашар       |        |
| Чедо Камџијаш       |        |
| Димитар Костов      |        |
| Драги Крстевски     |        |
| Џeмаил Макшут       |        |
| Лазе Манасковски    |        |
| Љупчо Тодоровски    | Комита |
| Димитар Вандески    |        |